# Giuseppina Morlacchi
Giuseppina Morlacchi (Milano, 1843 – Lowell, 23 luglio 1886) è stata una ballerina e attrice teatrale italiana naturalizzata statunitense. Emigrata nel 1867 negli Stati Uniti, vi rimase per il resto della propria vita trovandovi successo e popolarità.

## Biografia
Nata in Italia probabilmente nel 1843 (Morlacchi non rivelò mai la sua vera età), studiò alla scuola di danza del Teatro alla Scala di Milano. Debutta sulle scene nel 1856 a Genova. In poco tempo diventa una ballerina famosa, offrendo spettacoli in giro per l'Europa. A Lisbona incontra il noto impresario John DePol, che la convinse ad andare in America.
Il 23 ottobre 1867 Morlacchi fa il suo debutto americano al Bauvard's Opera House and Museum di New York, interpretando The Devil's Auction. Lo spettacolo fu un grande successo, e DePol portò lo show a Boston. Per sfruttare l'onda si successo, con un'abile mossa pubblicitaria DePol annunciò di aver assicurato le gambe della ballerina per 100000 $, dopo di che i giornali scrissero che la Moriacchi valeva più del Kentucky 
Dal 1867 al 1872, "Josephine" Morlacchi viaggia negli Stati Uniti esibendosi in numerose città con la Morlacchi Ballet Troupe in un susseguirsi di spettacoli popolari. Morlacchi adesso aveva pieno controllo anche sulle coreografie degli spettacoli. Sfruttò al meglio questa possibilità, dimostrando grande creatività nell'Inventare nuovi passi di danza e nel lanciare nuove idee coreografiche. Il 6 gennaio 1868, la compagnia presentò per la prima volta al Theatre Comique di Boston un nuovo tipo di danza, pubblicizzata come "Grand Gallop Can-Can... composto e danzato da M.lles, Morlacchi, Blasina, Diani, Ricci, Baretta... accompagnate con cimbali e triangoli dai corifei e dal corpo di ballo". La nuova danza ricevette un'accoglienza entusiasta.
Morlacchi rivelò anche notevoli doti manageriali e grande generosità, usando spesso la sua fama per difendere i diritti dei colleghi più giovani o con minor potere contrattuale. Fu una attenta amministratrice dei propri guadagni, investendoli nell'acquisto di una fattoria a Lowell in Massachusetts, ed ebbe reputazione di persona dalla vita semplice e riservata al di fuori del palcoscenico dove invece era famosa per la esuberante vitalità.
Al culmine della fama e del successo, il 16 dicembre 1872, Morlacchi fu scritturata come la protagonista nella rappresentazione western di Ned Buntline, Scouts of the Prairie, assieme a Buffalo Bill e a Texas Jack Omohundro. Di questo spettacolo rimangono alcune foto di gruppo degli interpreti fatte dall'italiano Carlo Gentile, che lavorò per qualche tempo come fotografo nella compagnia assieme al figlioletto adottivo Carlos Montezuma che nello spettacolo aveva una piccola parte. Texas Jack e la Morlacchi si innamorarono, e si sposarono il 31 agosto 1873 alla chiesa cattolica di St. Mary in Rochester, NY. La coppia si stabilì nella tenuta di campagna a Lowell. Sia pure con ritmi meno intensi, Morlacchi continuò ad esibirsi sotto il proprio nome sia come solista che in rappresentazioni western assieme al marito.
Dopo l'improvvisa morte di Texas Jack Omohundro il 28 giugno 1880 a soli 33 anni a Leadville in Colorado, Morlacchi si ritirò a vivere a Lowell con la sorella, Angelina. Angelina morì nel 1885 e Giuseppina la seguì l'anno successivo per un cancro allo stomaco. Le due sorelle sono sepolte entrambe al St.Patrick's Cemetery di Lowell.